# روت کاتارینا ولنر
روت کاتارینا ولنر (استونیایی: Ruth Katharina Vellner; ۲۲ نوامبر ۱۹۲۲ – ۷ ژانویهٔ ۲۰۱۲) شناگر اهل استونی بود.